# ビフェリセラス
ビフェリセラス（学名 : Bifericeras）は、エオデロセラス科に属する前期ジュラ紀のアンモナイト属で、シフェロセラス亜科に分類されることもある。
渦は強く窪んでいるが、巻き方はまだエボリュート型である。成長初期の肋は長く滑らかで、成長後期の肋は丸みを帯び、直線的で小結節がある。
ビフェリセラスは1913年にBuckmanにより命名され、ヨーロッパで発見された。

## 生層序学的意義
国際層序委員会は、ビフェリセラス・ドノヴァニ（Bifericeras donovani）とアポデロセラスの初出現面を、ジュラ紀のプリンスバッキアン（1億9080万年から10億年前）の開始を示す国際標準模式層断面及び地点としている。

## 概要
イングランドサマセット州キャッスル・キャリーのディマー・キャンプのみから発見されている。